# Cratere di Shiva
Il cratere Shiva è una struttura del fondale marino che si trova sotto l'Oceano Indiano, a ovest di Mumbai, in India. Il nome gli è stato dato dal paleontologo Sankar Chatterjee: Shiva, infatti, è il dio indù della distruzione e rinnovamento.
La sua età è stimata in circa 65 milioni di anni, e si è formato circa nello stesso periodo di una serie di altri crateri da impatto (come il cratere di Chicxulub, il Cratere Nadir ed il cratere Boltysh) e dell'estinzione Cretaceo-Paleogene (Limite K-Pg). 
Anche se il sito si è spostato dalla sua costituzione a causa dello spostamento del fondo marino, la formazione ha circa 600 chilometri di lunghezza per 450 km di larghezza. Al momento della formazione, si calcola che fosse profondo ben 12 km, quando, oggigiorno, è quasi interamente riempito di sedimenti. Si stima che un cratere di quelle dimensioni sarebbe stato prodotto da un asteroide o da una cometa di circa 40 km di diametro. Al tempo, l'area copita era ubicata presso il "Punto Caldo" ("Hot Spot") dell'isola Reunion e la direzione di scontro era obliqua, da sud - ovest a nord - est e potrebbe esser stata la causa delle imponenti eruzioni vulcaniche note come "Trappi del Deccan". Il complesso di Shiva avvalora la teoria che l'estinzione K-Pg sia stata causata da un asteroide massiccio che si è frammentato ed ha colpito la Terra in diverse località. Questa teoria è conosciuta come la Teoria dell'impatto multiplo.